# Jake Mageau
Jake Mageau (født 25. november 1997) er en amerikansk freestyle skiløber. 

## Opvækst
Han blev født på Hawaii, men flyttede som 7-årig til Bend, Oregon, hvor interessen for ski startede.

## Karriere
Han har tidligere konkurreret i Halfpipe (hvor han bl.a. vandt en sølvmedalje til FIS Junior World Championships i Valmalenco i 2015), men fokuserer i dag mest på at filme videoer. Han har deltaget i X Games Real Ski i både 2019 og 2020 – i 2019 blev han Fan Favorite og i 2020 vandt han guld.
Se Mageaus Real Ski-videoer her:
- Jake Mageau: REAL SKI 2019
- Jake Mageau: REAL SKI 2020

Ved X Games 2022 i Aspen deltog han i Knuckle Huck, hvor han vandt sølv.